# Jonathan Rhys Meyers
Jonathan Rhys Meyers,  född Jonathan Michael O’Keeffe den 27 juli 1977 i Dublin, är en irländsk skådespelare och fotomodell. Rhys har även sjungit låten This Time i filmen August Rush. 2009 var han med i en Hugo Boss-reklam.

## Barndom
Jonathan Rhys Meyers föddes som Jonathan Michael Francis O'Keeffe i Dublin som son till Geraldine Meyers och musikern John O'Keeffe. Hans scennamn härrör från hans mors flicknamn Meyers. De första månaderna av sitt liv tillbringade han på sjukhus då han föddes med ett allvarligt hjärtfel. På grund av hans hjärtfel fruktade man att han snart skulle dö och han döptes strax efter sin födsel. Han fick en romersk-katolsk uppfostran. Vid ett års ålder flyttade familjen till Cork där han växte upp med sina tre bröder Jamie, Alan och Paul. Alla Meyers bröder är nu professionella musiker. När han var tre år gammal separerade hans föräldrar. Hans mor uppfostrade Rhys Meyers och hans bror Alan, medan de andra två bröderna flyttade till farmoderns hus tillsammans med sin far. Rhys Meyers gick i skolan på den berömda North Monastery School.

## Privatliv
År 2016 gifte sig Rhys Meyers med Mara Lane. Paret fick en son december 2016.

## Filmografi (i urval)
- 1996 – När Finbar försvann
- 1998 – Velvet Goldmine
- 2001 – Prozac Nation
- 2002 – Skruva den som Beckham
- 2004 – Alexander
- 2004 – Vanity Fair
- 2005 – Elvis (TV-film)
- 2005 – Match Point
- 2006 – Mission: Impossible III
- 2007 – August Rush
- 2007–2010 – The Tudors (TV-serie)
- 2008 – The Children of Huang Shi
- 2009 – Mandrake
- 2009 – From Paris with Love
- 2009 – Shelter
- 2011 – Albert Nobbs
- 2013 – The Mortal Instruments: Stad av skuggor
- 2013–2014 – Dracula (TV-serie)
- 2015 – The Mortal Instruments: Stad av aska
- 2016–2017 – Vikings (TV-serie)